# La Londe-les-Maures
La Londe-les-Maures este o comună în departamentul Var din sud-estul Franței. În 2009 avea o populație de 9.910 de locuitori.

## Evoluția populației
| An        | 1975  | 1982  | 1990  | 1999  | 2006   | 2009  |
| --------- | ----- | ----- | ----- | ----- | ------ | ----- |
| Populație | 3.937 | 5.184 | 7.151 | 8.749 | 10.034 | 9.910 |